# San Donà di Piave
San Donà di Piave (prononcé : [san doˈna di ˈpjaːve]) est une commune de la ville métropolitaine de Venise en Vénétie (Italie).

## Géographie
{{Dans les premières décennies du XIIIe siècle, les communes urbaines entreprennent le creusement des 
grands canaux de drainage et d’irrigation. De nos jours les compagnies de navigation font des excursions en bateau le long des canaux intérieurs de la ville de Padoue et le long de la Riviera del Brenta comme du Canal Piavego et du Canal Battaglia pour découvrir de majestueuses villas vénitienneshttps://www.academia.edu/39946152/Les Troyens et la Villa Selvatico?sm=b.}}

## Culture

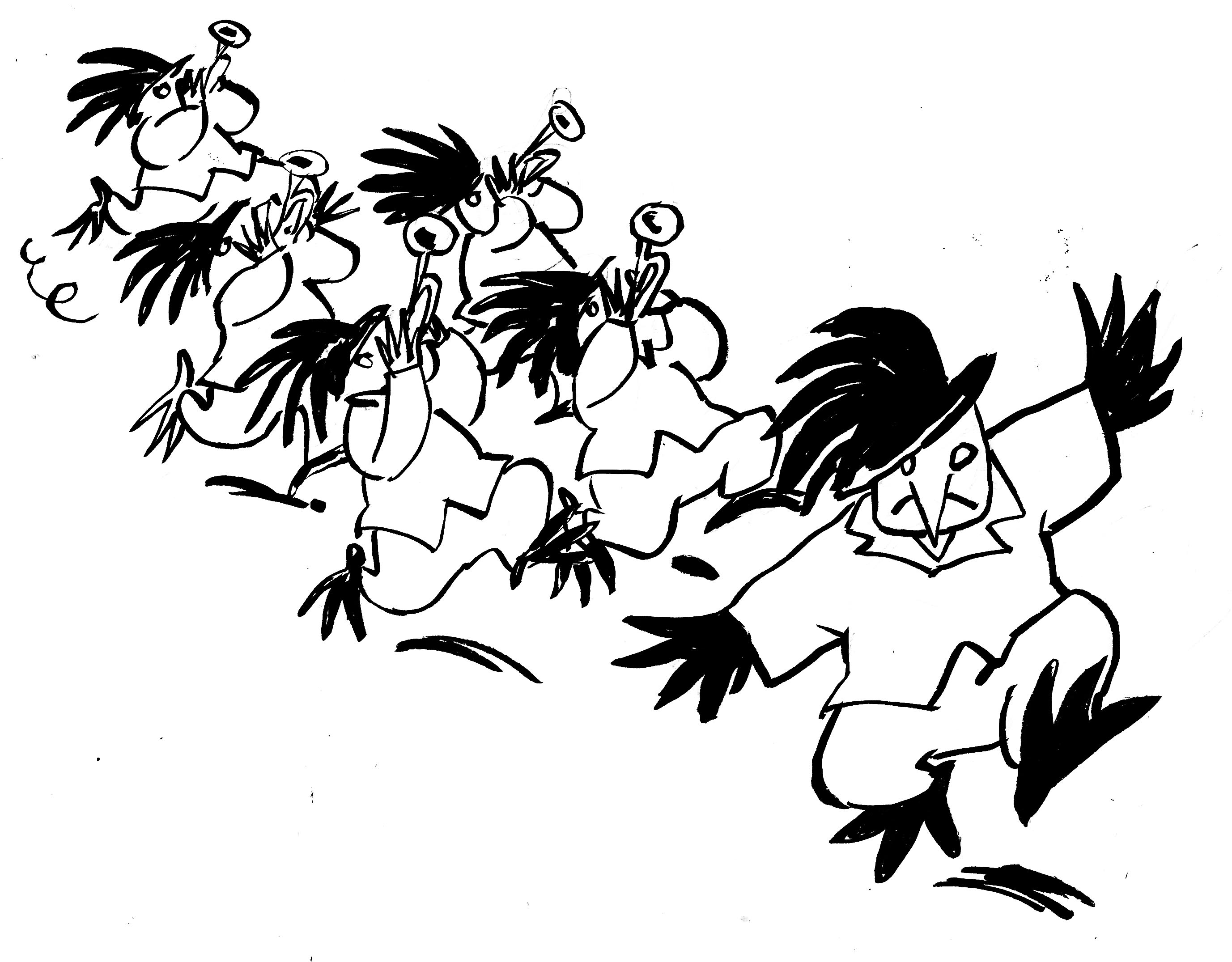
Le passo di corsa dans les rues de Rome de la fanfare des bersaglieri de San Donà di Piave croqué par Morburre.

L'association nationale (it) des bersagliers est présente à San Donà di Piave avec sa fanfare qui représente périodiquement l'Italie dans les tatoos internationaux.

## Événement commémoratif
A une trentaine de kilomètres de Venise existent deux communes limitrophes, séparées par le fleuve Piave : San Donà di Piave et Musile di Piave. Aujourd’hui ce sont deux centres importants et florissants de la province de Venise. En effet, San Donà et Musile vivent d’agriculture et de commerce et comptent, respectivement, environ 40 000 et 10 000 habitants. Il y a sept siècles, cependant, en plein Moyen Âge, c’étaient deux petites communautés d’une zone marécageuse, un agrégat de chaumières autour de leurs églises et de leurs saints patrons. Le « pacte d’amitié » entre les deux communautés remonte à cette période lointaine, où se mêlent les faits historiques et la légende. 
Le fleuve Piave changea son parcours de façon naturelle, en 1258 selon l’historien Plateo, en 1383 selon d’autres savants. Ce fut un événement si extraordinaire que les limites territoriales durent être modifiées. Or l’église de San Donato (Saint Dieudonné) marquait la limite entre deux diocèses : celui du patriarche d’Aquilée d’un côté, de l’évêque de Torcello  (Venise) de l’autre. La petite église, qui se trouvait auparavant du côté gauche du fleuve Piave, et donc du côté de San Donà di Piave, était maintenant du côté droit du fleuve, dans le territoire de Musile di Piave. 
Le village de San Donà (qui n’est que la forme tronquée de San Donato) se retrouvait ainsi privé de son identité, puisque l’église vouée à son saint patron était désormais de l’autre côté du fleuve. D’où le compromis : le nom de San Donato resterait au centre actuel  de San Donà, tandis que Musile garderait le droit de faire la traditionnelle fête paroissiale en honneur du saint patron. La population ("bagauda") de San Donà devrait récompenser celle de Musile pour les siècles à venir, en offrant deux chapons vivants, gros et succulents (gallos eviratos duos) le 7 août de chaque année. 
Une municipalité gardait le nom, l’autre les deux chapons. Celle-ci est la synthèse du « pacte d’amitié » historique et légendaire entre les deux communes. Tous les ans, le 7 août, le paiement du tribut se répète de la part du maire de San Donà au maire de Musile. 
L’usage a été rétabli dans une cérémonie enrichie avec beaucoup d’attention aux détails historiques sous le patronage des deux mairies et de la Région Vénétie.

## Administration
| Période                                  | Période  | Identité              | Étiquette | Qualité |
| ---------------------------------------- | -------- | --------------------- | --------- | ------- |
| 10 juin 2003                             | En cours | Francesca Zaccariotto | Lega Nord |         |
| Les données manquantes sont à compléter. |          |                       |           |         |

### Hameaux
- Calvecchia, Chiesanuova, Cittanova, Fiorentina, Fossà, Grassaga, Isiata, Mussetta di Sopra, Palazzetto, Passarella, Santa Maria di Piave
- Località: Tessere, Caposile, Jutificio, Molino di Calvecchia, Botteghino di Chiesanuova.

### Communes limitrophes
Ceggia, Cessalto (TV), Eraclea, Fossalta di Piave, Jesolo, Musile di Piave, Noventa di Piave, Salgareda (TV), Torre di Mosto

### Évolution démographique
Habitants recensés

## Sport
- Amatori Rugby San Donà

## Jumelages
- Villeneuve-sur-Lot (France)

## Personnalités nées à San Donà di Piave
- Silvio Trentin, intellectuel italien et résistant antifasciste
- Marco Marcato, coureur cycliste italien
- Sara Anzanello, joueuse de volley-ball décédée à Milan le 25 octobre 2018
- Renato D’Agostin, artiste photographe
- Vittoria Gerardi, artiste photographe
- Pavel Sivakov, coureur cycliste franco-russe
- Giuseppe Ros, boxeur italien